# Smyczek (muzyka)

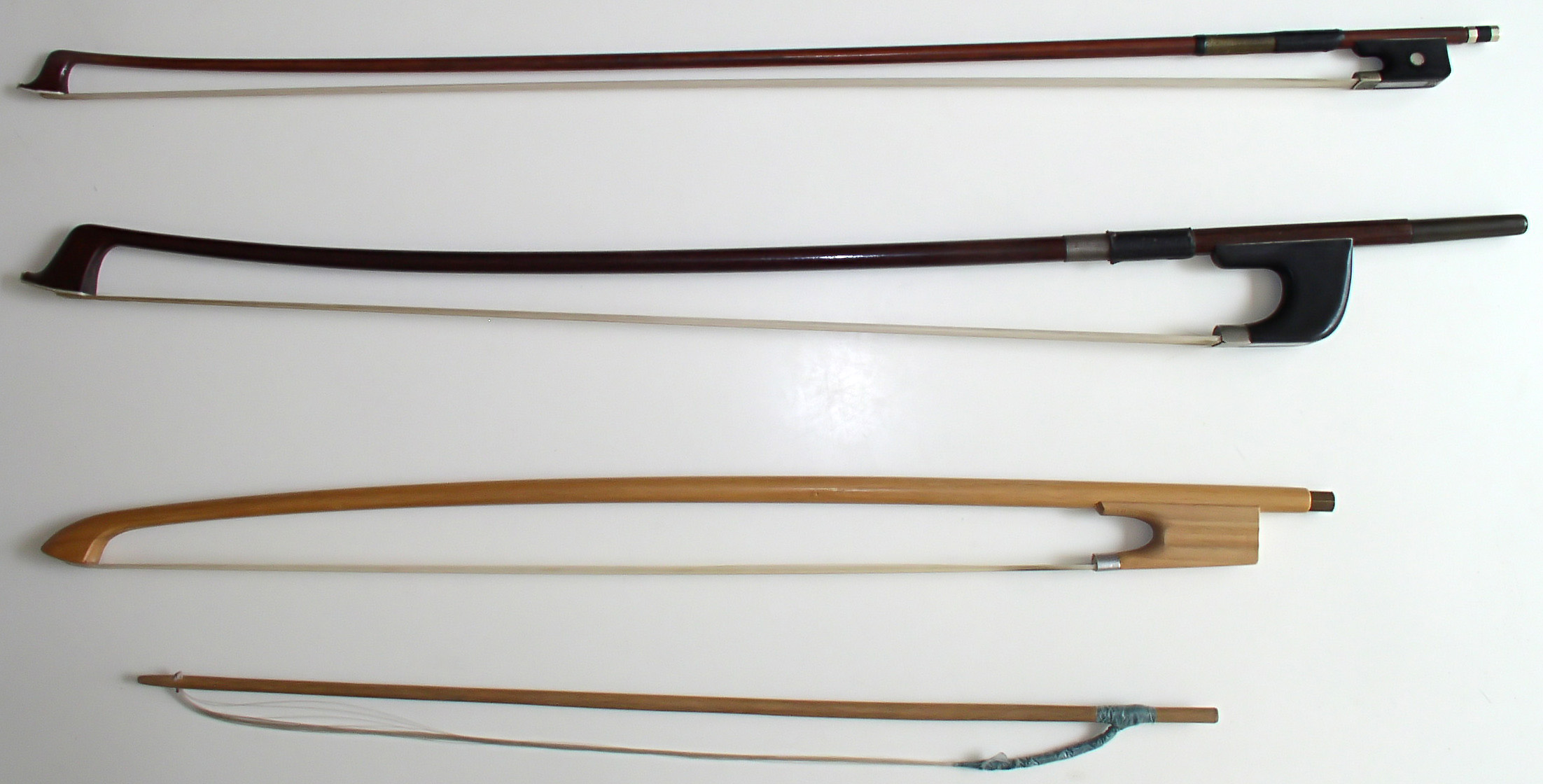
Różne rodzaje smyczków, używanych w różnych epokach

Budowa smyczka

Smyczek – element instrumentu smyczkowego służący do wzbudzania wibracji strun.

## Budowa
Smyczek składa się z drzewca będącego elementem nośnym wykonanym z bardzo trwałego drewna (fernambuku, tabebuja), uchwytu, włosia i śruby naciągowej (żabka), pozwalającej uzyskać odpowiedni naciąg włosia, niezbędny do poprawnej gry.
Włosie w smyczku pochodzi ze specjalnie wypreparowanych, odtłuszczonych włosów z ogona końskiego. W celu zwiększenia szorstkości włosia i tym samym zwiększenia jego przyczepności do strun stosuje się nacieranie kalafonią.
Drewno na smyczek pochodzi ze szlachetnych gatunków drewna, m.in. fernambuku czy drzewa wężowego. Istnieje bardzo dużo wariantów smyczków i modeli tworzonych przez lutników z różnych epok, a także z różnych surowców, w tym złota i skorupy żółwia (na żabkę). 
Współcześnie do budowy smyczków stosuje się również materiały sztuczne, np. włókno węglowe na drzewce, oraz włosie syntetyczne.

## Uchwyt
- Francuski – kciuk pod włosiem, trzy palce nad prętem, stosowany dawniej do gry do tańca, do krótkich pociągnięć i gry ruchliwej. Kciuk pod włosiem regulował napięcie włosia podczas gry – stosowany powszechnie do połowy XVIII w. Na wielu obrazach z XVII wieku widać, że 5 palec nie spoczywał na smyczku tylko odginał się do góry w powietrzu.

- Włoski – kciuk pomiędzy włosiem a prętem – do dłuższych pociągnięć smyczka, przy grze „poważniejszej”, powolnej i dostojnej.

## Pozycja na strunach
Smyczek zasadniczo powinien pocierać struny w połowie długości podstrunnicy od podstawka. Przesunięcie bliżej podstawka daje grę mocniejszą i bardziej szorstką, zaś bliżej podstrunnicy - brzmienie słabsze i delikatniejsze. Im bliżej podstawka pobudzana jest struna, tym większe są amplitudy wyższych składowych widma dźwięku i tym większa ich liczba w widmie.

## Historia
Według greckiej mitologii smyczek wynalazła Safona biorąc go z końskiego włosia. Pierwsze wizerunki instrumentów smyczkowych pojawiły się na freskach włoskich z początku XVI w.
Smyczek takich dawniejszych instrumentów, jak np. fidel, rebec, lira da braccio czy viola da gamba miał podobną budowę, choć był nieco krótszy. Smyczki stosowane do muzyki tanecznej były krótkie. Smyczek niegdyś miał kształt wypukły, w kształcie łuku, w XVI wieku o znacznym wygięciu, zmniejszającym się w późniejszych modelach. Włosie mocowano dawniej bezpośrednio do zakończenia pręta, a z drugiej strony mocowania stosowano różnego rodzaju wiązania i ryglowania. Ponieważ smyczek nie posiadał główki, włosie zbliżające się na czubku smyczka bezpośrednio do drzewca nie pozwalało grać tą częścią smyczka. Główka odsuwająca włosie od smyczka pojawiła się na przełomie XV/XVI wieku. Zaczęto wtedy także stosować proste żabki w kształcie rogu. Do końca XVII wieku smyczek miał stałe napięcie włosia, nie podlegające regulacji. Pod koniec XVII wieku  zaczęto stosować ruchomą żabkę z gwintem i śrubką naciągającą włosie smyczka oraz utrzymującą jego napięcie podczas gry.
Mechanizm smyczka został zmieniony w początkach XIX wieku przez europejskiego lutnika François Tourte’a. Udoskonalił on żabkę oraz wyprofilował drzewce smyczka tak, aby dźwięk mógł być prowadzony równomiernie, płynnie i z dużym natężeniem. Tourte opracował kształt smyczka oparty na krzywej złożonej, do którego można stosować znaczne naprężenia, dzięki czemu możliwe jest wzmocnienie nacisku na struny.

## Inne instrumenty
Smyczek stosowany jest również do grania na wibrafonie, talerzach i pile muzycznej.